# Пятнистый скат
Пятнистый скат (лат. Bathyraja maculata) — широкобореальный мезобентальный вид хрящевых рыб рода глубоководных скатов семейства Arhynchobatidae отряда скатообразных. Обитают в северной части Тихого океана между 59° с. ш. и 51° с. ш. Встречаются на глубине до 1193 м. Их крупные, уплощённые грудные плавники образуют округлый диск со треугольным рылом. Максимальная зарегистрированная длина 147 см. Откладывают яйца. Рацион состоит из беспозвоночных и костистых рыб. Представляют незначительный интерес для коммерческого промысла.

## Таксономия
Впервые вид был научно описан в 1977 году. Видовой эпитет происходит от слова лат. maculata — «пятнистый». Голотип представляет собой взрослого самца с диском шириной 64,4 см, пойманного в Беринговом море (59°10′ с. ш. 166°19′ в. д.) на глубине 450 м. Паратипы: неполовозрелые самки с диском шириной 48—63,2 см, неполовозрелые самцы с диском шириной 42,3—64,3 см, пойманные там же на глубине 190—570 м, взрослые самки с диском шириной 59,8—70 см и взрослые самцы с диском шириной 61,7 см, пойманные там же на глубине 245—570 м.

## Ареал
Эти скаты обитают в северной части Тихого океана от юга Охотского моря и побережья южных Курильских островов до Наваринского подводного каньона и западной части Аляски. Эти скаты распространены в водах Японии (Хоккайдо), России и США (Аляска, Алеутские острова). У средних Курильских островов и Командорских островов отсутствуют. Встречаются на глубине от 70 до 1193 м, преимущественно между 200 и 800 м с наибольшей концентрацией в диапазоне 300—400 м, по другим данным 200—500 м. В мезобентали отмечено 65 % особей. В ходе исследований 62,5 % особей были зафиксированы при температуре 3,0—4,0 °C. Крупные особи предпочитают держаться на меньшей глубине, поскольку наблюдается обратная корреляция между глубиной, на которой попадаются пятнистые скаты, и их средней массой.

## Описание
Широкие и плоские грудные плавники этих скатов образуют ромбический диск с широким треугольным рылом и закруглёнными краями. На вентральной стороне диска расположены 5 жаберных щелей, ноздри и рот. На хвосте имеются латеральные складки, тянущиеся от его середины. У этих скатов 2 редуцированных спинных плавника и редуцированный хвостовой плавник. Длина хвоста превышает длину диска. Длина рыла составляет 1/2 или более длины от кончика рыла до пятой жаберной щели. Рыло тупое, широкое, образует угол более 90°. Расстояние между ноздрями примерно равно расстоянию от кончика рыла до ноздрей. Межглазничное пространство составляет около 20 % длины головы (до заднего края жаберной камеры). Хвост полностью покрыт шипами, разделёнными равными интервалами. Лопаточные шипы отсутствуют. Вдоль диска и хвоста пролегает срединный ряд шипов. Ряд неразрывный или имеющий разрыв в области тазовых бугров. Вентральная область почти вся гладкая.
Дорсальная поверхность диска ровного тёмно-серого или серо-коричневого цвета с светлыми отметинами, иногда неявными. Вентральная сторона диска окрашена в белый цвет с серыми участками или серый. Область вокруг клоаки, задние края грудных и брюшных плавников темновато-коричневого цвета. Хвост тёмный.
Максимальная зарегистрированная длина 147 см, а вес 9,5 кг. В траловых уловах обычно попадаются особи с длиной тела в среднем 66—71 см и массой 3 кг. Крупные особи предпочитают держаться на меньшей глубине, поскольку наблюдается обратная корреляция между глубиной, на которой попадаются пятнистые скаты, и их средней массой.

## Биология
Эмбрионы питаются исключительно желтком. Эти скаты откладывают яйца, заключённые в роговую капсулу с твёрдыми «рожками» на концах. Поверхность капсулы покрыта мелкими шипиками, выстроенными в многочисленные продольные ряды. Задний край капсулы шире переднего, боковые кили очень узкие. Длина капсулы составляет около 10,19 см, а ширина 6,28 см. Продолжительность жизни оценивается в 36 лет.
Эти скаты — хищники, их рацион в основном состоит ракообразных и в меньшей степени из рыб. Взрослые особи охотятся на крабов-стригунов, раков-отшельников и креветок, командорских кальмаров и осьминогов, а также на рыб (минтай, северный однопёрый терпуг). Они способны питаться отходами с рыбоперерабатывающих судов. Преследуя свою жертву, эти скаты способны подниматься в толщу воды и при необходимости довольно быстро плавать. Поскольку рот у скатов расположен на вентральной поверхности тела, охотясь за рыбами или кальмарами, они сначала наплывают на свою жертву, затем прижимают её ко дну и заглатывают.

## Взаимодействие с человеком
Эти скаты не являются объектом целевого лова. Попадаются в качестве прилова при глубоководном промысле морских окуней и палтусов с помощью донных ярусов и тралов. В настоящее время отечественная рыбная промышленность практически не использует скатов, тогда как в Японии и в странах Юго-Восточной Азии они служат объектами специализированного промысла. Крупная печень годится для получения жира, который, менее богат витаминами, по сравнению с жиром акульей печени. «Крылья» используются в пищу в свежем и сушеном виде. Мясо пригодно для производства сурими. Численность глубоководных скатов в прикамчатских водах достаточно велика. Наиболее эффективным орудием их промысла считаются донные яруса. Согласно данным учѐтных траловых съѐмок в прикамчатских водах (1990—2000 гг) биомасса скатов рода Bathyraja составляет суммарно 118—120 тыс. тонн. При коэффициенте изъятия в 20 %, величина их потенциального вылова оценивается в 20 тыс. тонн. Несмотря на то, что скаты постоянно попадаются в качестве прилова при ярусном, траловом и снюрреводном промысле трески, палтусов и других донных рыб, их ресурсы у берегов Камчатки сегодня используются не полностью. Пятнистых скатов в прикамчатских водах относят к промысловой категории «обычных», поскольку частота встречаемости вида колеблется от 10 до 50 %. Международный союз охраны природы присвоил этому виду охранный статус «Вызывающий наименьшие опасения».